# Fenoarivo (Farafangana)
Pour les articles homonymes, voir Fenoarivo.
Fenoarivo est une commune urbaine malgache située dans la partie est de la région d'Atsimo-Atsinanana.